# Мозах
Мозах (нем. Moosach) — община в Германии, в земле Бавария. 
Подчиняется административному округу Верхняя Бавария. Входит в состав района Эберсберг. Подчиняется управлению Глон.  Население составляет 1461 человек (на 31 декабря 2010 года). Занимает площадь 18,21 км².